# Menqueperré
Menqueperré (Menkheperre), filho do Faraó Pinedjem I com sua esposa Henutaui (filha de Ramessés XI com sua esposa Tentamon), era o Sumo Sacerdote de Amon, em Tebas, no Egito Antigo, de 1045 a.C. a 992 d.C. e o governante de facto do sul do Egito.
Com seu irmão mais velho no comando em Tanis como o Faraó Psusenés I, o poder de Menqueperré, como também o de seu predecessor como Sumo Sacerdote, seu irmão Masaherta, deve ter sido algo restrito. Menqueperré intitulou-se o "Primeiro Profeta de Amon", assim como o avô dele, Herihor o fez, talvez uma indicação desse papel diminuído, embora ele tenha mantido as ornamentações, ao contrário de seus sucessores no templo.
Menqueperré casou-se com sua sobrinha, filha de seu irmão Psusenés I e sua cunhada Wiay, e foi sucedido pelo filho Esmendes, também conhecido como Nesbanebdjede II. Outros filhos do casal foram Henuttawy ou  Henttawy II, Pinedjem II e Istenquebe. Pinedjem II e Istemkheb casaram-se e foram pais de Psusenés II, sucessor de Siamom; Henuttawy casou-se com Smendes II, e eles foram pais da outra esposa de Pinedjem II, Nesjons ou Nesikhons.